# بوينغ 747-400
تعدّ بوينغ 747-400 من طائرات الجيل الرابع الجامبو 747 التي لا تزال بالخدمة وهي الأفضل مبيعا بالنسبة لعائلة الجامبو 747.

## التصميم والتطوير
أطلقت شركة بوينغ طائرتها بوينغ 747-400 في أكتوبر 1985. وهي أطول قليلا من بوينغ 747-300 بحوالي 1.8 متر بطرف الأجنحة و1.8 م جنيح إضافي عند طرفي الأجنحة. الشاشات الخاصة بالمهندس الجوي الغيت لعدم الحاجة لمهندس جوي في نسخة 747-400. أيضا هناك ميزة أخرى وهي وجود خزان وقود بالذيل, تحسينات بالمحركات, كابينة الركاب محسنة, تحسينات بالهيكل والأجنحة وادخال نظام مستحدث للترفيه, الطابق العلوي أطول بالضعف من الطول القديم, وإن كانت له تحسينات منذ الظهور الأول للموديل الياباني 747 أس أر. وبما أن الأجنحة صارت أطول فإن الوزن الإجمالي قد خفض باستعمال مواد من مركبات الألمونيوم.
أول ظهور لها كان في يناير 1988 وأول طيران في 29 أبريل 1988 و كانت خطوط نورث ويست الجوية أول من استلم الطائرة في 29 يناير 1989.
وقد صنعت منها طرازات أخرى مثل مثل إي أر (ER) والذي يعني مدى أطول، ودخل الخدمة في أكتوبر 2002 مع شركة كانتاس الأسترالية، حيث كانت الطلبية 6 طائرات وهي الطلبية الوحيدة لهذا النوع من الطائرات وتستخدمها لخط ميلبورن - لوس انجلوس. وقبلها بشهر دخل الخدمة نسخة الشحن ERF, ولكن طائرة بوينغ 747-400 توقفت رسميا من الصنع بتاريخ 15 مارس 2007 ولكن لايزال 36 من طائرات الشحن من النسخ 400ER- و ERF تحت الصنع وتنتظر التسليم للزبائن.

## الأنواع

### بوينغ 747-400
كما أسلفنا كانت تلك نسخة مطورة من النسخ الأقدم كطراز بوينغ 747-300، حيث تم زيادة طول الجناح والجنيح, وتطوير بالمحركات وشاشات الطاقم وكما أزيح منها ما كان من مستلزمات مهندس الطيران. كما تم توسعة الطابق العلوي للركاب عن النسخ القديمة وهو مشابه للنسخة بوينغ 747-300, طارت طائرة 747-400 تابعة لخطوط كانتاس من لندن إلى سيدني بدون توقف لمسافة 9,720 ميل بحري أي 11,190 ميل أو 18000 كم ولمدة 20 ساعة و9 دقايق وكانت تلك رحلة توصيل توصيل بحيث لاتحمل ركاب ولا بضائع.
إنتاج طائرة 747-400 نسخة الركاب كان قد توقف عن التصنيع بشكل رسمي بتاريخ 15 مارس 2007. وآخر طلبية كانت 4 طائرات ألغيت من طرف الخطوط الفلبينية وحول الطلب إلى ER777-300, لكن آخر طلب لتلك النسخة كانت عن طريق الخطوط الصينية نوفمبر 2002, حيث آخر طائرة انتهى بنائها كانت 2005 وسلمت بشهر أبريل من نفس العام وكان رقمها بالتسلسل 1358 (MSN33737/B-18215).

### بوينغ 747-400 أف
أف (F) تعني Freighter أي شحن وهي نسخة مخصصة للشحن بالكامل حسب تصميم جسم الطائرة. أول رحلة لها كانت بتاريخ 4 مايو 1993 ودخلت للخدمة مع شركة كارغولوكس في 17 نوفمبر 1993. و من بين كبرى شركات الطيران التي طلبت تلك النسخة كانت طيران أطلس, كارغولوكس , الخطوط الجوية الصينية , الخطوط الجوية الكورية , نيبون للشحن الجوي , طيران بولير للشحن الجوي , الخطوط الجوية السنغافورية . البوينغ 747-400 أف يمكن تمييزها بسهولة عن نسخة الركاب وذلك عن طريق صغر حجم الطابق العلوي. هناك 18 طائرة لا تزال تحت التصنيع ولم تنتهي بعد.

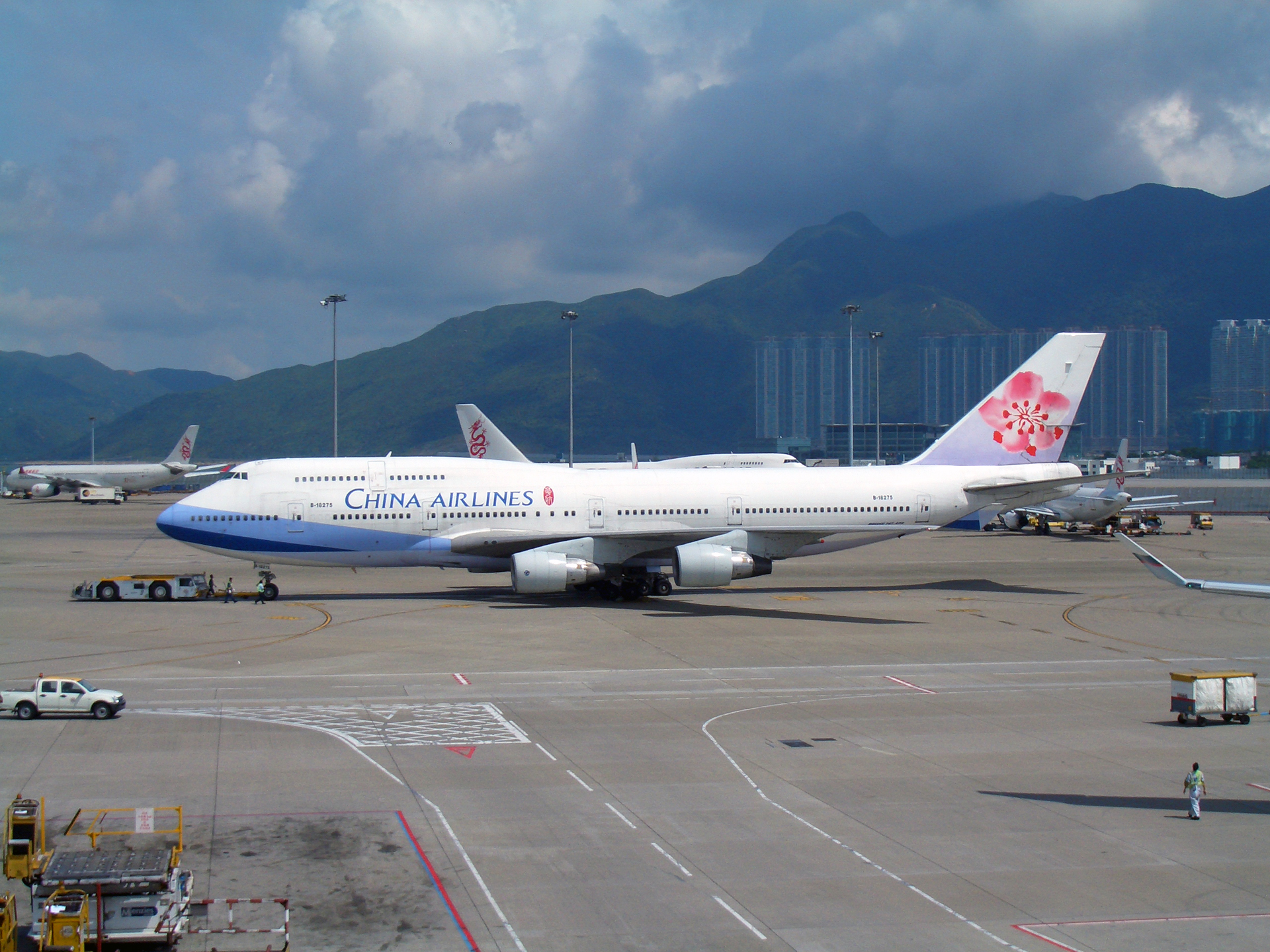
طائرة 747-400 للخطوط الصينية بمطار هونغ كونغ

القوة الجوية للجيش الأمريكي تقدم بطلب شراء سبع من تلك النسخة لتعمل كناقل لليزر المحمول جوا. عملت للطائرة تعديلات قوية لتستطيع حمل مقدمة مثبت بها برج ومعدات ليزر الأوكسجين الكيميائي

### بوينغ 747-400 أم
هذا النوع من الطائرات يكون ركاب وشحن وتسمى النسخة المزدوجة COMBI وكان أول طيران لها 30 يونيو 1989. ونسخة 400M يكون لها باب شحن ضخم موجود إلى الخلف من جسم الطائرة. وآخر نسخة صنعت كانت لشركة للخطوط الجوية الملكية الهولندية(كي إل إم) في تاريخ 10 أبريل 2002.

### بوينغ 747-400 دي

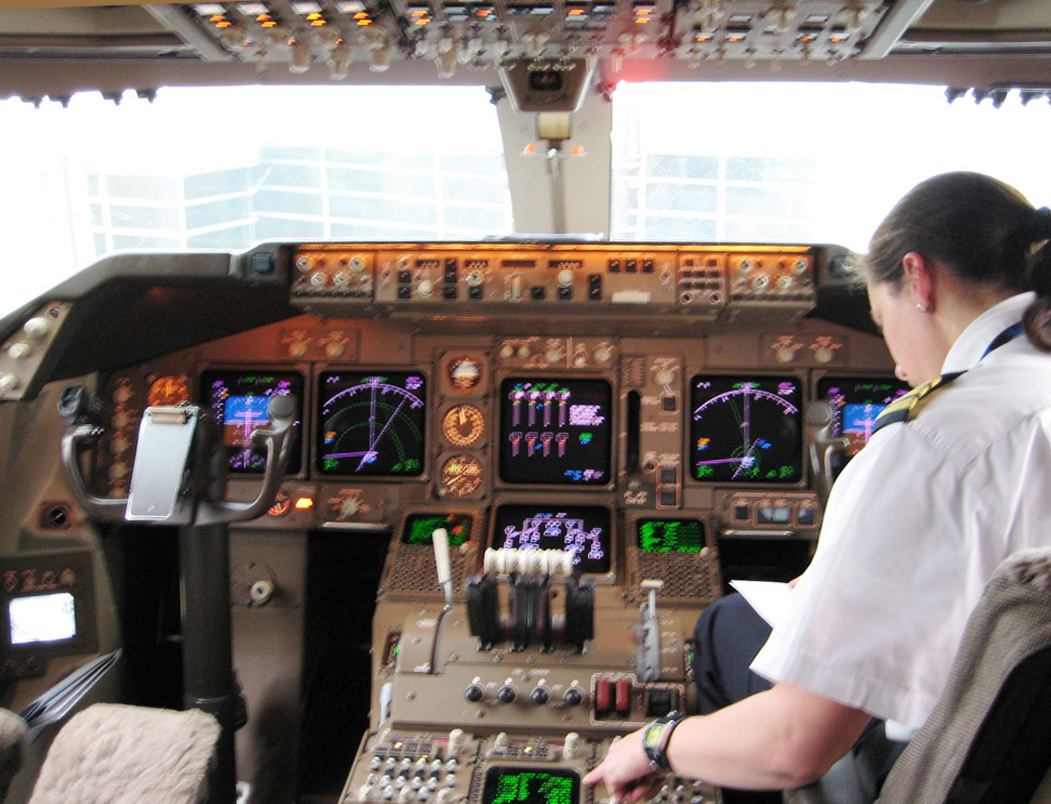
الشاشات الموجودة بطائرة 747-400

يرمز حرف D إلى Domestic وتعني داخلي أو محلي, وتكون لها كثافة عالية بالكراسي للرحلات اليابانية القصيرة. تكون سعة الطائرة 568 راكب كحد أقصى بحالة الثلاث درجات أو 660 بالدرجة الواحدة. يمكن تحويلها لتخدم بالخطوط الطويلة. طارت أول طائرة من تلك النسخة من الطائرات بتاريخ 18 مارس 1991 ودخلت الخدمة تاريخ 22 أكتوبر 1991 لشركة خطوط اليابان.
وآخر نسخة كانت خطوط كل اليابان الجوية في عام 1995.

### بوينغ 747-400 إي آر
حرفي ER يرمزان إلى Extended Range ويعنيان مدى أبعد وقد نزلت بتاريخ 28 نوفمبر 2000 بعد طلب كانتاس الأسترالية 6 طائرات منها. وهو الطلب الوحيد لنسخة الركاب. ER -400 ممكن أن يطير 805 كم زيادة أو حمل 6,8 طن شحن إضافي. وقد استلمت شركة كواناتاس أولى الطائرات بتاريخ 31 أكتوبر 2002.

الإضافات الأخرى لتلك الطائرة هي وجود خزان أو خزانين للوقود بقطاع الشحن الأمامي بالطائرة ويسع ل 3240 جالون, تلك الخزانات تستخدم معدن مبتكر مشكل بتقنية نظام خلية نحل للحصول على درجة عالية من نسبة الوزن الخالي إلى الحجم الوقود الممتلئ. مثل تلك التقنية متوفرة بطائرات 200-777.

### بوينغ 747-400 إي أر إف

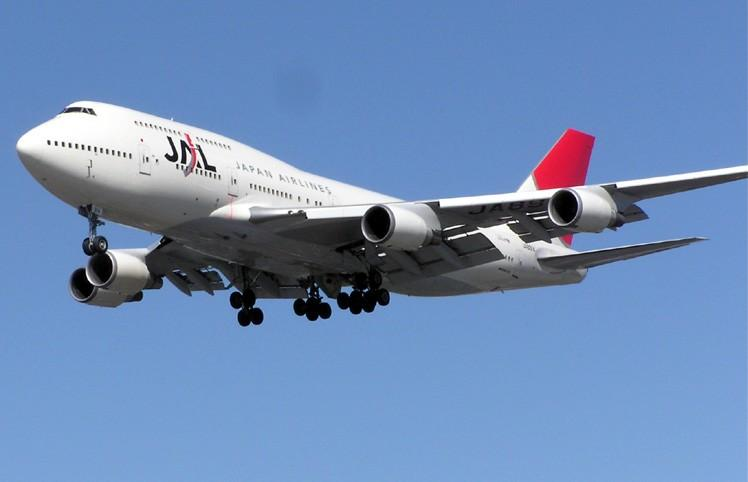
طائرة 747-400 للخطوط اليابانية بمطار هيثرو

ERF هي نسخة للشحن من النسخة السابقة ER-400، أطلقت بتاريخ 30 أبريل 2001 وأرسلت للخطوط الفرنسية بتاريخ 17 أكتوبر 2002. هذه النسخة بإمكانها حمل 112,760 كجم وقود وتستطيع حمل وقود اضافي مقداره 9,980 كغم أكثر من نسخ الشحن الأخرى للرحلات الطويلة بحالة إقلاع القصوى لوزن الطائرة. المدى الأقصى لها هو 9200 كم, أي أكثر ب 525 كم من أي نسخة شحن أخرى ل 747-400, مما يجعل لها جسم أكبر وأيضا جهاز هبوط وأجزاء من الجناح أكبر وعجلات أضخم قليلا من غيرها.

الطائرة الحديثة جدا 747-8 المخصصة للشحن والتي ستكون بديلا لنسخة 400- لكنها ستكون أصغر من هذه النسخة

### بوينغ 747-400 سي أف
وتعني (Boeing Converted Freighter)طائرة بوينغ شحن معدلة, وكانت تعني سابقا SF 747-400 (Special Freighter) الشحن الخاص, ثم عدلت إلى النظام الجديد. أطلق المشروع عام 2004, وسلمت أول طائرة منها إلى كاثي باسفيك للشحن بتاريخ 19 ديسمبر 2005.

### بوينغ 747-400 أل سي أف - طائرة شحن القطع الضخمة

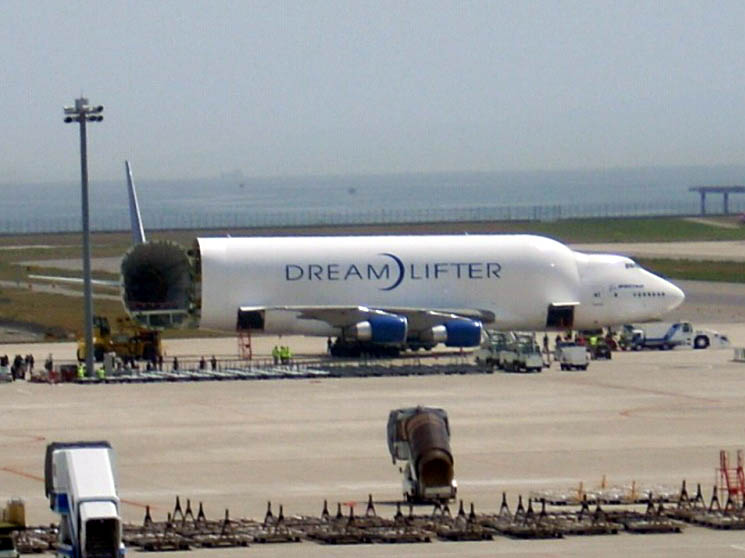
طائرة LCF والذيل المتحرك الذي هو مدخل لحوض الشحن بالطائرة

تم عمل تلك الطائرة(Large Cargo Freighter) بسبب طول المدد التي تشحن عبر البحر عام أكتوبر 2003. وعملها الأساسي هو نقل القطع الخاصة للبوينغ 787, وتم تشكيل طائرة ركاب 747-400 إلى طائرة نقل شحن لتجميع القطع الفرعية إلى المركز الرئيسي للتجميع النهائي بولاية واشنطن. جسم تلك الطائرة منتفخ وشبيه لتلك التي موجودة بالايرباص بولقا. وتنقل الأجنحة وأجزاء من هيكل الطائرة. تم عمل التعديل في تايوان بواسطة فرع لمجموعة ايفر جرين التايوانية. وكانت بوينغ اشترت 3 طائرات من الخطوط الصينية (التايوانية) وحولت اثنتان منها إلى الشكل الجديد وجاري التعديل بالطائرة الثالثة.
استعمال تلك الطائرة خفض مدة شحن القطع من شهر إلى يوم تقريبا, وحجم استيعاب تلك الطائرة أكبر بثلاث مرات من الطاقة الاستيعابية لF 400-747.
مجموعة شحن القطع الضخمة هي مجموعة خاصة للبوينغ وليست للبيع لأي زبون ولا تستخدمها أي خطوط طيران.

## المواصفات
| النوع                                   | 747-400                                                     | ER 747-400                                   |
| --------------------------------------- | ----------------------------------------------------------- | -------------------------------------------- |
| طاقم القيادة                            | اثنان                                                       | اثنان                                        |
| سعة الركاب                              | 416 (3-درجات)                                               | 416 (3-درجات)                                |
| الطول                                   | 231 قدم 10 انش (70.6 متر)                                   | 231 قدم 10 انش (70.6 متر)                    |
| طول الأجنحة                             | 211 قدم 5 انش (64.4 متر)                                    | 211 قدم 5 انش (64.4 متر)                     |
| الارتفاع                                | 63 قدم 8 انش (19.4 متر)                                     | 63 قدم 8 انش (19.4 متر)                      |
| الوزن الفارغ                            | 393,263 باوند (178,756 كغم)                                 | 361,640 باوند (164,382 كغم)                  |
| وزن الإقلاع الأقصى                      | 875,000 باوند (396,890 كغم)                                 | 910,000 باوند (412,775 كغم)                  |
| سرعة العبور                             | ماك 0.85 (491 عقدة, 910 كم\ساعة)                            | رقم ماك 0.855 (493 عقدة 913 كم\ساعة)         |
| السرعة القصوى                           | ماك 0.92 (590 عقدة, 1093 كم\ساعة)                           | ماك 0.92 (590 عقدة, 1093 كم\ساعة)            |
| مسار الإقلاع بحالة الوزن القصوى للإقلاع | (3,018 متر)                                                 | (3,090 متر)                                  |
| المدى بحمولة كاملة                      | 7,260 ميل بحري (13,450 كم)                                  | 7,670 ميل بحري (14,205 كم)                   |
| السعة القصوى للوقود                     | 57,285 جالون أمريكي (216,840 لتر)                           | 63,705 جالون أمريكي (241,140 لتر)            |
| أنواع المحركات (x 4)                    | PW 4062 جي إي سي إف 6-80سي2بي5إف رولز رويس أر بي 211-524اتش | (برات &وتني)PW 4062 جي إي سي إف 6-80سي2بي5إف |
| دفع المحركات (x 4)                      | 63,300 lbf PW 62,100 lbf GE 59,500 lbf RR                   | 63,300 lbf PW 62,100 lbf GE                  |

المصادر: , 

## التسليم
| الطراز          | المجموع | 2009 | 2008 | 2007 | 2006 | 2005 | 2004 | 2003 | 2002 | 2001 | 2000 | 1999 | 1998 | 1997 | 1996 | 1995 | 1994 | 1993 | 1992 | 1991 | 1990 | 1989 |
| --------------- | ------- | ---- | ---- | ---- | ---- | ---- | ---- | ---- | ---- | ---- | ---- | ---- | ---- | ---- | ---- | ---- | ---- | ---- | ---- | ---- | ---- | ---- |
| 747-400         | 442     |      |      |      |      | 2    | 3    | 6    | 5    | 19   | 9    | 34   | 43   | 30   | 18   | 16   | 32   | 42   | 47   | 48   | 54   | 34   |
| 747-400دي       | 19      |      |      |      |      |      |      |      |      |      |      |      |      |      |      | 2    | 1    | 6    | 8    | 2    |      |      |
| 747-400إي أر    | 6       |      |      |      |      |      |      | 3    | 3    |      |      |      |      |      |      |      |      |      |      |      |      |      |
| 747-400إي أر إف | 40      | 6    | 6    | 8    | 6    | 2    | 5    | 4    | 3    |      |      |      |      |      |      |      |      |      |      |      |      |      |
| 747-400إف       | 126     | 2    | 8    | 8    | 8    | 9    | 7    | 6    | 15   | 12   | 15   | 10   | 8    | 4    | 3    | 5    | 4    | 2    |      |      |      |      |
| 747-400إم       | 61      |      |      |      |      |      |      |      | 1    |      | 1    | 3    | 2    | 5    | 5    | 2    | 3    | 6    | 6    | 12   | 8    | 7    |
| المجموع         | 694     | 8    | 14   | 16   | 14   | 13   | 15   | 19   | 27   | 31   | 25   | 47   | 53   | 39   | 26   | 25   | 40   | 56   | 61   | 62   | 62   | 41   |